# Дъ Комън Линетс
„Дъ Комън Линетс“ (на английски: The Common Linnets) e нидерландско поп дуо, състоящо се от изпълнителите Илзе де Ланж и Уейлън.
Сформирана е за песенния конкурс „Евровизия 2014“, като в пресконференция на 25 ноември 2013 година холандските радио-телевизионни оператори AVRO и TROS обявяват, че дуото ще представи Нидерландия на едноименния фестивал в Копенхаген. Песента им „Calm After The Storm“ е обявена през март 2014 година. На финала на конкурса заемат второ място.
Европейският песенен конкурс не е техният единствен проект. На 21 юни 2014 година провеждат голям концерт на стадион „Де Гролс Весте“.
Де Ланж и Уейлън се познават от десетилетия преди сформирането на групата.